# Département de Kaolack
Pour les articles homonymes, voir Kaolack (homonymie).
Pour les articles ayant des titres homophones, voir Kaolak (rivière) et Khao Lak.
Le département de Kaolack est l'un des 46 départements du Sénégal et l'un des 3 départements de la région de Kaolack.

## Administration
Son chef-lieu est la ville de Kaolack.
Les trois arrondissements sont :
- Arrondissement de Koumbal
- Arrondissement de Ndiédieng
- Arrondissement de Sibassor

Les communes du département de kaolack :
- Gandiaye
- Kahone
- Kaolack
- Ndoffane
- Latmingué

### Présidents
- Baba Ndiaye (en fonction)

## Histoire
En 2007 sept sites ou monuments du département figurent sur la liste du patrimoine classé au Sénégal. Il s'agit de :
- Bâtiment abritant la Gouvernance de Kaolack
- Grande Mosquée de Médina Baye
- Ex-Palais de Justice de Kaolack
- Mosquée Diabel Ka
- Mosquée Kanène, Léona
- Mosquée Serigne Samba Fall, Kasnack
- Tumulus de Ndalane, arrondissement de Gandiaye
- Mosquée Serigne Mourtada Mbacké, CFAO Léona

## Géographie

### Population
Lors du recensement de décembre 2002, la population était de 364 327 habitants. En 2005, elle était estimée à 382 784 personnes. En 2023, elle est estimée à 665 008 habitants.  

## Projets

### projets internationaux
- En janvier 2018, une convention-cadre a été ratifiée[3] par Baba Ndiaye (Président du Conseil départemental de Kaolack) et Klaus Becker (Maire d'Osterode am Harz) afin de poser les bases d'une coopération territoriale visant à lutter contre les effets du changement climatique (lutte contre les crues, désertification, sécheresse, déforestation, etc.)